# John Guidetti
John Guidetti (Stockholm, 1992. április 15. –) svéd válogatott labdarúgó, jelenleg a stockholmi AIK csatára.

## Statisztika
2012. április 14. szerint
| Klub                        | Szezon   | Bajnokság | Bajnokság | FA-kupa  | FA-kupa | Ligakupa | Ligakupa | Európa   | Európa | Összesen | Összesen |
| Klub                        | Szezon   | Fellépés  | Gól       | Fellépés | Gól     | Fellépés | Gól      | Fellépés | Gól    | Fellépés | Gól      |
| --------------------------- | -------- | --------- | --------- | -------- | ------- | -------- | -------- | -------- | ------ | -------- | -------- |
| Brommapojkarna (kölcsönben) | 2010     | 8         | 3         | 0        | 0       | 0        | 0        | 0        | 0      | 8        | 3        |
| Manchester City             | 2010–11  | 0         | 0         | 0        | 0       | 1        | 0        | 0        | 0      | 1        | 0        |
| Burnley (kölcsönben)        | 2010–11  | 5         | 1         | 0        | 0       | 0        | 0        | 0        | 0      | 5        | 1        |
| Feyenoord (kölcsönben)      | 2011–12  | 23        | 20        | 0        | 0       | 0        | 0        | 0        | 0      | 23       | 20       |
| Összesen                    | Összesen | 36        | 24        | 0        | 0       | 1        | 0        | 0        | 0      | 37       | 24       |

## Fordítás
Ez a szócikk részben vagy egészben  a   John Guidetti című angol Wikipédia-szócikk ezen változatának fordításán alapul.  Az eredeti cikk szerkesztőit annak laptörténete sorolja fel. Ez a jelzés csupán a megfogalmazás eredetét és a szerzői jogokat jelzi, nem szolgál a cikkben szereplő információk forrásmegjelöléseként.